# Fortis Championships Luxembourg 2008
Il Fortis Championships Luxembourg 2008 è stato un torneo di tennis giocato sul cemento indoor. È stata la 18ª edizione del torneo, che fa parte della categoria Tier III nell'ambito del WTA Tour 2008. Il torneo si è giocato a Lussemburgo dal 20 al 26 ottobre 2008.

## Campionesse

### Singolare
Elena Dement'eva ha battuto in finale  Caroline Wozniacki con il punteggio di 2–6, 6–4, 7–6(4)

### Doppio
Sorana Cîrstea /  Marina Eraković hanno battuto in finale  Vera Duševina /  Marija Korytceva con il punteggio di 2–6, 6–3, 10–8